# TPA Steuerberatung
TPA Poland – przedsiębiorstwo doradcze działające w Polsce i 11 innych państwach Europy Środkowej i Południowo-Wschodniej, skupiające się na doradzaniu podmiotom z sektora nieruchomości i budownictwa oraz branży energetycznej.
Zapewnia przedsiębiorstwom rozwiązania biznesowe z zakresu doradztwa podatkowego, doradztwa transakcyjnego, audytu finansowego, corporate finance, outsourcingu księgowego i administracji płacowej, a także doradztwa inwestycyjnego w zakresie nieruchomości i doradztwa personalnego.
Grupa TPA (Treuhand Partner Austria), której częścią jest TPA Poland, świadczy usługi doradztwa biznesowego w Austrii, Polsce, Albanii, Bułgarii, Chorwacji, Czarnogórze, Czechach, Serbii, Słowacji, Słowenii, Rumunii i na Węgrzech. TPA jest niezależnym członkiem Baker Tilly International i Baker Tilly Europe Alliance, w związku z czym może oferować klientom usługi jednej z największych na świecie sieci doradców podatkowych, audytorów, księgowych i konsultantów biznesowych.

## Historia
Grupa TPA została założona w 1979 w Langenlois w Dolnej Austrii. Z początkiem lat 90. rozpoczęła ekspansję na rynki Europy Środkowej i Południowo-Wschodniej.
W Polsce TPA działa od 2005. W związku z wejściem do globalnej sieci Crowe Horwath International w 2005 roku, nazwa spółki została zmieniona na „TPA Horwath”. Od września 2016, jako odrębny podmiot pod nazwą TPA, przedsiębiorstwo kontynuuje działalność, dołączając jako członek Baker Tilly Europe Alliance, do sieci Baker Tilly International (zrzeszającej 122 niezależnych przedsiębiorstw zatrudniających łącznie 36 000 osób w 742 biurach na terenie 146 krajów).

## Nagrody i wyróżnienia
- Tax & Financial Team (HOF Awards; 2019, 2019)
- Best Tax & Financial Team (CIJ Awards; 2017, 2018, 2019)
- Tax & Financial Provider (CEE Investment Awards; 2017, 2018, 2019)
- Tax & Financial Adviser (CEE Investment Awards; 2015[2], 2016[3])
- Tax & Financial Adviser (CEE Retail Awards; 2009, 2011, 2014, 2015, 2016[4])
- Tax & Financial Provider (CEE Retail Awards; 2017, 2018)
- Professional Service Provider of the Year (CEE Retail Awards; 2012, 2013)
- Professional Service Company of the Year w kategorii Advisory (CEE Energy Awards; 2014, 2015)
- Tax & Financial Consultacy of the Year (Eurobuild Awards; 2013[5])
- Best Real Estate Consultant Brand (Immobilienmarken Award; 2012)